# Tibor Heffler
Tibor Heffler (ur. 17 maja 1987 w Dunaújváros) – węgierski piłkarz grający na pozycji prawego obrońcy. Od 2018 jest zawodnikiem klubu Budapest Honvéd FC.

## Kariera klubowa
Swoją karierę piłkarską Heffler rozpoczął w 2001 roku w klubie Dunaújváros FC. W 2004 roku podjął treningi w juniorach Paksi FC. W 2005 roku awansował do pierwszego zespołu Paksi. 6 sierpnia 2005 zadebiutował w jego barwach w drugiej lidze węgierskiej w wygranym 1:0 wyjazdowym meczu z Barcsi SC. Na koniec sezonu 2005/2006 wywalczył z Paksi awans z drugiej do pierwszej ligi. W sezonie 2010/2011 wywalczył wicemistrzostwo Węgier oraz zdobył Puchar Ligi Węgierskiej. W Paksi, w którym rozegrał 209 ligowych meczów i zdobył 16 gola, grał do września 2014 roku.
We wrześniu 2014 roku Heffler został zawodnikiem Videotonu FC. Swój debiut w nim zaliczył 20 września 2014 w wygranym 2:0 wyjazdowym meczu z Szombathelyi Haladás. W sezonie 2014/2015 wywalczył z Videotonem swój pierwszy w karierze tytuł mistrza Węgier. W sezonie 2015/2016 został wicemistrzem kraju.
W sezonie 2016/2017 Heffler grał w Puskás Akadémia FC, z którym awansował z drugiej do pierwszej ligi. Sezon 2017/2018 rozpoczął w drugoligowym Ceglédi VSE. Zimą 2018 przeszedł do Budapest Honvéd FC.
| Sezon   | Klub               | Kraj  | Rozgrywki | Mecze | Bramki |
| ------- | ------------------ | ----- | --------- | ----- | ------ |
| 2005/06 | Paksi FC           | Węgry | NB II     | 21    | 1      |
| 2006/07 | Paksi FC           | Węgry | NB I      | 18    | 5      |
| 2007/08 | Paksi FC           | Węgry | NB I      | 23    | 4      |
| 2008/09 | Paksi FC           | Węgry | NB I      | 30    | 0      |
| 2009/10 | Paksi FC           | Węgry | NB I      | 27    | 0      |
| 2010/11 | Paksi FC           | Węgry | NB I      | 30    | 2      |
| 2011/12 | Paksi FC           | Węgry | NB I      | 30    | 0      |
| 2012/13 | Paksi FC           | Węgry | NB I      | 29    | 0      |
| 2013/14 | Paksi FC           | Węgry | NB I      | 17    | 3      |
| 2014/15 | Paksi FC           | Węgry | NB I      | 5     | 2      |
| 2014/15 | Videoton FC        | Węgry | NB I      | 12    | 0      |
| 2015/16 | Videoton FC        | Węgry | NB I      | 10    | 0      |
| 2016/17 | Puskás Akadémia FC | Węgry | NB II     | 33    | 2      |
| 2017/18 | Ceglédi VSE        | Węgry | NB II     | 8     | 0      |
| 2017/18 | Budapest Honvéd FC | Węgry | NB I      | 14    | 0      |

## Kariera reprezentacyjna
Heffler ma w swojej karierze występy w młodzieżowych reprezentacjach Węgier. W dorosłej reprezentacji Węgier zadebiutował 4 czerwca 2014 w wygranym 1:0 towarzyskim meczu z Albanią, rozegranym w Budapeszcie.